# FC Atîrau
FC Atîrau este o echipă de fotbal din Atîrau, Kazahstan.

## Denumiri
- 1980 : Fondat ca Prikaspiets
- 2000 : Redenumit Akzhayik
- 2001 : Redenumit  Atyrau

## FC Atîrau înEuropa
Atîrau a intrat de două ori în calificările pentru Cupa UEFA, dar a fost eliminat de FK Matador Púchov din Slovacia în 2002 și Levski Sofia din Bulgaria în 2003.
| Sezon   | Competiție | Rundă |          | Club              | Scor     |
| ------- | ---------- | ----- | -------- | ----------------- | -------- |
| 2002/03 | Cupa UEFA  | 1Q    | Slovacia | FK Matador Púchov | 0-0, 0-2 |
| 2003/04 | Cupa UEFA  | 1Q    | Bulgaria | PFC Levski Sofia  | 1-4, 0-2 |

 Notă: Meciurile de acasă sunt scrise cu bold 

## Jucători notabili
Eduard Sergienko

 Denis Volodin

 Rašo Babić

 Omar Berdiýew

 Arslan Satubaldin

 Dmytro Kozachenko

 Spartak Murtazayev